# Vestec (powiat Praga-Zachód)
Vestec – wieś i gmina w Czechach, w powiecie Praga-Zachód, w kraju środkowoczeskim. Według danych z dnia 1 stycznia 2013 liczyła 2 130 mieszkańców.